# Cyrus Ballou Comstock
Pour les articles homonymes, voir Comstock.
Cyrus Ballou Comstock (3 février 1831 - 29 mai 1910) est un officier de carrière dans l'armée régulière des États-Unis. Après avoir été diplômé de l'académie militaire de West Point, en 1855, Comstock sert dans le corps d'armée du génie. Au début de la guerre de Sécession, il aide à la fortification de Washington, DC , En 1862, il est transféré sur le champ de bataille, puis devient ingénieur en chef de l'armée du Potomac. En 1863, pendant le siège de Vicksburg, il sert comme ingénieur en chef de l'armée du Tennessee.
La phase la plus importante de la carrière de Comstock commence en novembre 1864, lorsqu'il est nommé dans l'équipe du lieutenant général Ulysses S. Grant, devenant l'aide-de-camp de plus haut rang de Grant. En 1865, Comstock est nommé ingénieur principal pour l'assaut de fort Fisher, Caroline du Nord, et l'assaut sur Mobile, en Alabama, qui sont tous deux couronnés de succès. D'ici à la fin de la guerre, Comstock obtient les récompenses d'un brevet de major-général dans l'armée des volontaires et d'un brevet de brigadier général dans l'armée régulière.
Après la fin de la guerre, Comstock sert dans la commission militaire du procès des conspirateurs dans l'assassinat du président Abraham Lincoln. Il est démis par la commission pour sa critique de la procédure. Plus tard, Comstock continue dans le corps des ingénieurs de l'armée, prend part à plusieurs projets d'ingénierie, et sert dans la commission du fleuve Mississippi, dont il est le président.

## Avant la guerre
Né le 3 février 1831 à Wrentham, dans le Massachusetts, fils de Nathan et Betsy Comstock, Cyrus Comstock entre à l'académie militaire américaine de West Point. Il est diplômé premier de sa promotion en 1855,. À la suite de l'obtention de son diplôme, Comstock est affecté dans le corps des ingénieurs de l'armée et aide à la conception et à la construction de plusieurs fortifications. Il sert également en tant qu'instructeur d'ingénierie à West Point.

## Guerre de Sécession
Au début de la guerre de Sécession, Comstock, alors premier lieutenant dans l'armée régulière, est transféré de West Point à Washington, DC. Il devient l'assistant du brigadier général John G. Barnard, l'ingénieur responsable des fortifications de Washington et, plus tard, ingénieur en chef de l'armée du Potomac.

### Armée du Potomac
Lorsque l'armée du Potomac part en campagne au printemps de 1862 pendant la campagne de la Péninsule du major général George B. McClellan, Comstock continue de servir comme assistant de Barnard. Le 1er juin 1862, lors de la campagne de la Péninsule, Comstock est nommé ingénieur en chef du IIe corps. Il continue avec l'armée du Potomac jusqu'à la fin de la campagne de la Péninsule et pendant la campagne du Maryland.
Le major général Ambrose Burnside succède à McClellan et nomme Comstock ingénieur en chef de l'armée du Potomac. Au cours de la campagne de Fredericksburg, Comstock est confronté à la difficile tâche de la construction de ponts flottants sur la rivière Rappahannock, une débâcle qui s'avère être l'un des plus grands défis de sa carrière. En raison de la confusion à Washington, DC au ministère de la Guerre, les matériaux nécessaires à la construction des ponts n'arrivent pas à Falmouth, en Virginie, en même temps que l'armée du Potomac. Malgré les télégraphes et les messages urgents de Comstock, qui restent sans réponse, il faut près d'un mois pour que les pontons arrivent au moment où l'armée de l'Union a complètement perdu l'élément de surprise, l'armée des Confédérée est enterrée à Fredericksburg, en Virginie, et le moral au sein de l'armée du Potomac a chuté. Lorsque les matériaux de construction des ponts arrivent enfin, Comstock dirige personnellement les hommes du 50th New York Engineers veillant à la construction. En assemblant les ponts sur la rivière Rappahannock, Comstock et les autres soldats sont dangereusement exposés au feu ennemi.
Lorsque le major général Joseph Hooker réorganise l'armée du Potomac au printemps de 1863, Comstock est retiré de sa fonction d'ingénieur en chef de l'armée et est placé à la tête d'un bataillon d'ingénieurs. À ce titre, il joue un rôle important lors de la bataille de Chancellorsville, supervisant la construction de ponts flottants sur divers cours d'eau qui, permettent en premier l'avancée de l'armée du Potomac et plus tard facilitent sa retraite après la défaite des forces de l'Union.

### Siège de Vicksburg
Après la bataille de Chancellorsville, Comstock est transféré dans l'armée du Tennessee qui est, à l'époque, impliquée dans le siège de Vicksburg, Mississippi, sous le commandement du major général Ulysses Grant. Comstock arrive à Vicksburg, en juin 1863 et se met à travailler sur l'amélioration des travaux de siège. Ses efforts gagnent le respect de Grant. Comstock est bientôt promu commandant et nommé ingénieur en chef de l'armée du Tennessee. Le siège de Vicksburg réussit, en partie en raison de la supervision de l'ensemble des travaux de siège de Comstock, et la ville se rend aux forces de l'Union le 4 juillet 1863. Cette victoire marque un tournant majeur dans la guerre alors que l'armée de l'Union prend le contrôle du fleuve Mississippi. L'impression que Comstock fait sur Grant aura un impact significatif sur la carrière de Comstock plus tard dans la guerre.
Comstock reste avec l'armée du Tennessee à l'automne 1863. Le 19 novembre, il est nommé inspecteur général adjoint du Département du Mississippi et il est promu lieutenant colonel des volontaires. Il sert à ce poste jusqu'en mars 1864.

### État-major du général Grant

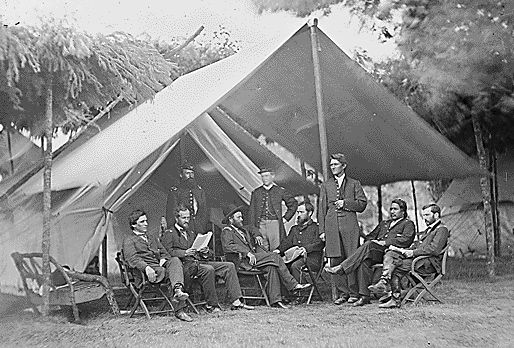
État-major du lieutenant général Ulysse Grant c. 1864, sur une photographie de Mathew Brady. Le brigadier général breveté Cyrus Comstock est à l'extrême droite.

Le 12 mars 1864, Gant est nommé général en chef de l'armée des États-Unis et déménage son quartier général sur le théâtre occidental, en Virginie. Grant demande à Comstock de venir avec lui comme son aide-de-camp principal. Grant décide de commander sur le terrain, suivant et dirigeant les mouvements de l'armée du Potomac, dans le cadre d'une offensive principale au cours de l'été de 1864 connue comme la campagne de l'Overland. Au cours de la campagne, Comstock joue un rôle clé dans la coordination des mouvements des différents corps de l'armée et transportant personnellement les ordres de Grant aux commandants de corps. Ses efforts sont particulièrement efficaces lors de la bataille de la Wilderness pour lesquels Comstock gagne une recommandation de Grant et un brevet de lieutenant colonel dans l'armée régulière.
Comstock est temporairement détaché de l'état-major de Grant et nommé par Grant au poste d'ingénieur en chef du département de Caroline du Nord en janvier 1865. Le transfert est la conséquence de l'échec du major général Benjamin Butler pour prendre le fort Fisher en décembre 1864. Le fort est le dernier bastion confédéré sur la côte est. Servant sous le commandement du major général Alfred Terry, Comstock aide à la planification d'un deuxième assaut réussi contre le fort Fisher. Après cette victoire, Comstock reçoit le grade de colonel breveté dans l'armée régulière. Comstock est également nommé par le président Abraham Lincoln le 23 janvier 1865 pour l'attribution du grade honoraire de brigadier général breveté, des volontaires des États-Unis, avec une date de prise de rang au 15 janvier 1865, pour services valeureux lors de la capture du fort Fisher et le sénat américain confirme la récompense le 14 février 1865. Il retourne en Virginie et reprend son rôle en tant qu'aide de camp principal de Grant, mais ne le reste pas longtemps.
En mars 1865, Grant envoie de nouveau Comstock pour aider dans une opération de siège clé, cette fois à Mobile, en Alabama, la dernière forteresse confédérée dans le golfe du Mexique. Là, Comstock sert sous le major général Edward Canby et assiste aux opérations conduisant à la reddition de Mobile après la bataille de Spanish Fort et de la bataille de fort Blakely en avril 1865. Alors que Comstock est en service en Alabama, le général Robert E. Lee se rend à Grant, après la bataille d'Appomattox Court House, mettant un terme à la guerre de Sécession. Le 13 janvier 1866, le président Andrew Johnson nomme Comstock pour l'attribution du grade honoraire de major général brevet des volontaires des États-Unis, à compter du 26 mars 1865, pour services fidèles et méritoires au cours de la campagne contre la ville de Mobile et de ses défenses et le sénat américain confirme la récompense le 12 mars 1866. Le 10 avril 1866, le président Andrew Johnson nomme Comstock pour l'attribution du grade honoraire de brigadier général breveté de l'armée américaine (armée régulière), avec une date de prise de rang au 13 mars 1865, pour bravoure et services méritoires dans la campagne se terminant avec la capture de Mobile, en Alabama et le sénat américain confirme la récompense le 4 mai 1866.

## Après la guerre

### Assassinat de Lincoln
En mai 1865, encore en service dans l'état-major de Grant, Comstock est appelé à servir comme l'un des neuf commissaires militaires pour surveiller le procès des conspirateurs de l'assassinat d'Abraham Lincoln. Au premier abord, Comstock a hâte de voir le jugement des conspirateurs, écrivant que, pour eux, « la mort est trop bonne ». Toutefois, alors que le procès avance, Comstock devient perturbé par le secret de la procédure militaire. Préoccupé par la violation des droits des prévenus, il commence ouvertement à plaider pour que l'affaire soit transférée à un tribunal civil. Le président Andrew Johnson retire Comstock de la commission en raison des protestations de Comstock. La justification de l'éviction, comme le secrétaire à Guerre, Edwin M. Stanton l'a expliqué à Comstock, est que Grant est également une cible potentielle des conspirateurs et les commissaires estiment que Comstock, en raison de sa proximité avec Grant, ne peut pas compter sur lui pour agir de façon impartiale.

### Carrière postérieure
Comstock sert dans l'état-major de Grant jusqu'en 1866, puis retourne servir dans le corps des ingénieurs et reste en service actif jusqu'en 1895, date à laquelle il prend sa retraite avec le grade de colonel. Dans le cadre de son service d'après-guerre, il siège dans plusieurs conseils d'administration et commissions, y compris la commission permanente des ingénieurs de la ville de New York, les levées géodésiques des lacs du nord et le nord-ouest des États-unis, et est président pendant de nombreuses années de la commission du fleuve Mississippi.
Comstock est un membre éminent de l'académie nationale des sciences et lègue un fonds à l'académie pour soutenir un prix à un chercheur menant un travail innovant sur l'électricité, le magnétisme, ou l'énergie de rayonnement. Aujourd'hui connu comme le prix de physique de Comstock, le prix d'un montant de 20 000 $, est décerné tous les cinq ans par l'académie.

### Famille
En 1869, Comstock épouse Elizabeth Blair, fille de Montgomery Blair, qui a servi comme ministre général des postes des États-Unis pendant l'administration Lincoln. Ils ont eu une fille, Elizabeth Marion Comstock, qui est née à Detroit, dans le Michigan, en 1872, alors que Comstock est à l'œuvre sur les levées géodésiques des Grands Lacs.